# Rosendo Fraga (hijo)
Rosendo María Fraga (Santa Fe, 30 de octubre de 1856 - Buenos Aires, 3 de junio de 1928) fue un militar argentino que ejerció el cargo de ministro de Guerra durante la presidencia de José Figueroa Alcorta.

## Biografía
Era hijo del coronel Rosendo María Fraga, porteño de activa participación en las guerras civiles argentinas en el bando federal, y de María Inés del Carmen López y Rodríguez del Fresno, hija a su vez del brigadier Estanislao López, caudillo y gobernador de Santa Fe. Estudió derecho en la Universidad de Buenos Aires, abandonando los estudios para seguir la carrera militar.
Participó de la campaña de 1875 contra los indígenas a órdenes del coronel Marcelino Freyre, y en 1879 participó a órdenes del coronel Hilario Lagos de la llamada conquista del Desierto, como jefe del Regimiento 3 de Infantería de Línea (actual Regimiento de Infantería Mecanizado 3). Posteriormente participó en la Conquista del Chaco a órdenes del general Ignacio Fotheringham. Fue ascendido al grado de coronel en 1895, y luego general en 1906.

### Cargos relevantes
Fue subsecretario del Ministerio de Guerra en 1898, y al año siguiente, el presidente Julio Argentino Roca lo nombró ministro de Guerra interino, tras la renuncia de Luis María Campos. Continuó la modernización del Ejército Argentino iniciada por su antecesor antes que el sucesor, teniente general Pablo Riccheri, iniciara la profesionalización y europeización definitiva.

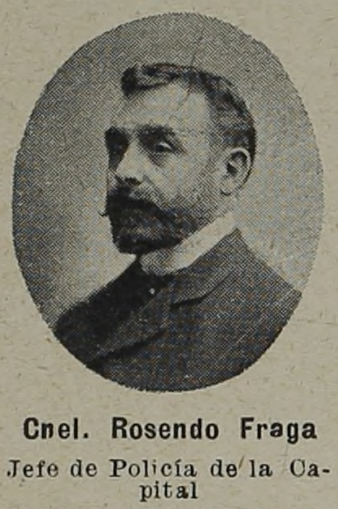
Coronel Rosendo Fraga en 1904 como Jefe de Policía de la Capital

Tras su paso por el ministerio, en 1900, fue director de la Penitenciaría Nacional, y luego jefe de la Policía de la Capital. Fue nuevamente ministro de Guerra entre 1906 y 1907, durante la presidencia de José Figueroa Alcorta.
En 1910 fue elegido diputado nacional por su provincia natal, hasta el año 1914; durante ese período fue presidente de la Cámara de Diputados. Al año siguiente fue enviado plenipotenciario a Uruguay. En los últimos meses de la presidencia de Victorino de la Plaza fue jefe de Gabinete del Ministerio de Guerra.

### Tras el retiro
Retirado del servicio activo a partir de la presidencia de Hipólito Yrigoyen, fue ascendido al grado de teniente general en 1919. Posteriormente fue vicepresidente y presidente de la Asociación Argentina de Boy Scouts.
Falleció en Buenos Aires en 1928.